# British Aircraft Eagle
Die British Aircraft Eagle war ein britisches Leichtflugzeug, das in den 1930er Jahren entwickelt und gebaut wurde. Das Flugzeug erregte durch die Teilnahme an mehreren interkontinentalen Luftrennen einiges Aufsehen.

## Geschichte
Die Eagle war die erste Eigenkonstruktion der British Klemm Aeroplane Company. Die am London Air Park ansässige Firma war Anfang der 1930er Jahre Major E. F. Stephen zum Zwecke des Nachbaus von Sportflugzeugen der Firma Klemm Leichtflugzeugbau GmbH gegründet worden. Ab November 1933 wurde dort die British Klemm Swallow, ein lizenzierter Nachbau der Klemm Kl 25, gebaut.
Die British Klemm B.K. Eagle ähnelte der Klemm Kl 32, war aber eine eigenständige Entwicklung von G. Handasyde, dem Chefentwickler der British Klemm Aeroplane Company. Mit dem größeren, leistungsstärkeren und durch die geschlossene Kabine auch komfortableren Modell sollte ein Nachfolger für die Swallow auf dem Markt etabliert werden. Die Maschine absolvierte ihren Jungfernflug am 23. April 1934. Die ersten Serienmaschinen wurden im Juni 1934 zugelassen. Zwischen der Leichtflugzeugbau Klemm GmbH und der British Klemm Aeroplane Company kam es 1934 zu Streitigkeiten über eine notwendige Lizenzierung der B.K. Eagle, deren gerichtliche Auseinandersetzungen erst 1938 nach der Liquidation der British Klemm bzw. British Aircraft Manufacturing endeten. Auf Grund der Lizenzstreitigkeiten ließ Stephen die Serienfertigung der British Klemm B.K. Eagle nach sechs Exemplaren schon 1934 auslaufen.
Bereits im Herbst 1934 überarbeitete Handasyde den Eagle-Entwurf grundlegend mit einem geänderten Ruder und einem verlängerten Heck. Die erste Maschine der überarbeiteten British Klemm B.K. Eagle II flog bereits im Oktober 1934. Bis Anfang 1935 wurden insgesamt neun B.K. Eagle II fertiggestellt. Im März 1935 benannte Stephen die British Klemm Aeroplane Company in British Aircraft Manufacturing um, um die Eigenständigkeit der Konstruktionen zu betonen. Die unveränderte Serienfertigung erfolgte nach der Umbenennung nun unter der Bezeichnung British Aircraft B.A. Eagle II, von der weitere 28 Maschinen gefertigt wurden. Die ersten Kundenflugzeuge wurde im Mai 1935 zugelassen.
Die Eagle wurde hauptsächlich an private Kunden und Fliegerclubs in Großbritannien und seinen Kolonien verkauft. Einige Exemplare wurden an die spanische Fluggesellschaft LAPE verkauft. Die Serienfertigung kam 1937 auf Grund mangelnder Nachfrage weitgehend zum Erliegen.
Bei Ausbruch des Zweiten Weltkrieges zog die Royal Air Force sieben Eagle ein und nutzte sie als Trainer. Zwei weitere Flugzeuge sollen in der gleichen Rolle in Australien zum Einsatz gekommen sein, eine weitere Maschine in Kenia. Dabei erwies sich das einziehbare Fahrwerk als Schwachpunkt der Maschine, die meisten Flugzeuge mussten wegen Fahrwerksschäden abgeschrieben werden. Lediglich zwei Flugzeuge überlebten und wurden nach Kriegsende von zivilen Betreibern in Australien eingesetzt.

## Konstruktion
Die Eagle war als Tiefdecker ausgelegt. Rumpf und Flächen des Flugzeuges bestanden aus einer Holzkonstruktion, die mit Sperrholz beplankt bzw. mit Stoff überzogen war. Lediglich die Motorverkleidung war aus Metall gefertigt. Die Tragflächen konnten zum platzsparenden Abstellen gefaltet werden. Charakteristisches Kennzeichen der Maschine war das Einziehfahrwerk, ein Exemplar (Luftfahrzeugkennzeichen G-AFAX) aus der Reihe Eagle II wurde jedoch mit einem festen Spornradfahrwerk gebaut. Besatzung und Passagiere fanden in einer geschlossenen Kabine Platz, der Zugang wurde durch zwei nach vorn aufklappende Türen ermöglicht. Der Pilot nahm auf einem Einzelsitz vorn Platz, die beiden Passagiere saßen nebeneinander hinter ihm. Als Motor kam ein de Havilland Gipsy Major, ein vierzylindriger Reihenmotor mit hängenden Zylindern und einer Leistung von 130 PS zum Einsatz.

## Wettbewerbe und Rekordflüge
Die British Klemm bzw. British Aircraft Eagle waren hauptsächlich bei englischen Wettbewerben zu sehen. An die Erfolge der deutschen Klemm Kl32 konnte die Eagle in England nicht anknüpfen. Dafür waren die Konkurrenzmodelle von Percival, Miles und De Havilland zu überlegen:
- 14. Kings-Cup-Rennen 1934, Juli 1934, Angus Irvin mit B.K. Eagle I, WNr. 2, G-ACPU scheidet bereits in der Vorrunde aus
- Mac Robertson Air Race London-Melbourne, Oktober 1934, Shaw mit B.K. Eagle I, WNr. 30, G-ACVU ging mit der Startnummer 47 mit seiner auf den Namen The Spirit of Wm. Shaw & Co Ltd getauften Eagle II an den Start, musste das Rennen jedoch in Bushir aufgeben.
- Santander-Mexiko-Stadt-Flug, Mai 1935, Juan Ignacio Pesquera mit B.A. Eagle II, WNr. 108, EC-CBB führte den ersten Etappenflug von Spanien nach Mexico über den Südatlantik durch
- 15. Kings-Cup-Rennen 1935, Irvin mit B.K. Eagle I, WNr. 2, G-ACPU belegt Platz 16 und Wilson mit B.A. Eagle II, WNr. 1, G-ACRG kommt auf Platz 14
- Schlesinger Air Race Portsmouth-Johannesburg 1936, September 1936, Allington/Booth mit B.A. Eagle II, G-ADID nahm am Schlesinger Race zwischen England und Südafrika teil, aber auch dieses Flugzeug erreichte das Ziel nicht. Die Besatzung Alington und Booth musste das Rennen als Erste aufgeben. Bei der Landung in der Nähe von Regensburg wurde das Einziehfahrwerk ihrer Eagle beschädigt.
- 17. Kings-Cup-Rennen 1937, Hope belegt mit B.K. Eagle I, G-ACRG Platz 8, Willis mit B.A. Eagle II, G-ADID erreicht Platz 11

## Varianten
- British Klemm B.K. Eagle – Basismodell vom Juni 1934, insgesamt 6 Stück bis Herbst 1934

- British Klemm B.K. Eagle II – modifizierte Eagle vom Oktober 1934, insgesamt 9 Stück bis März 1935
- British Aircraft B.A. Eagle II – baugleich B.K. Eagle II, hergestellt bei British Aircraft Manufacturing ab März 1935, 28 Stück

## Technische Daten

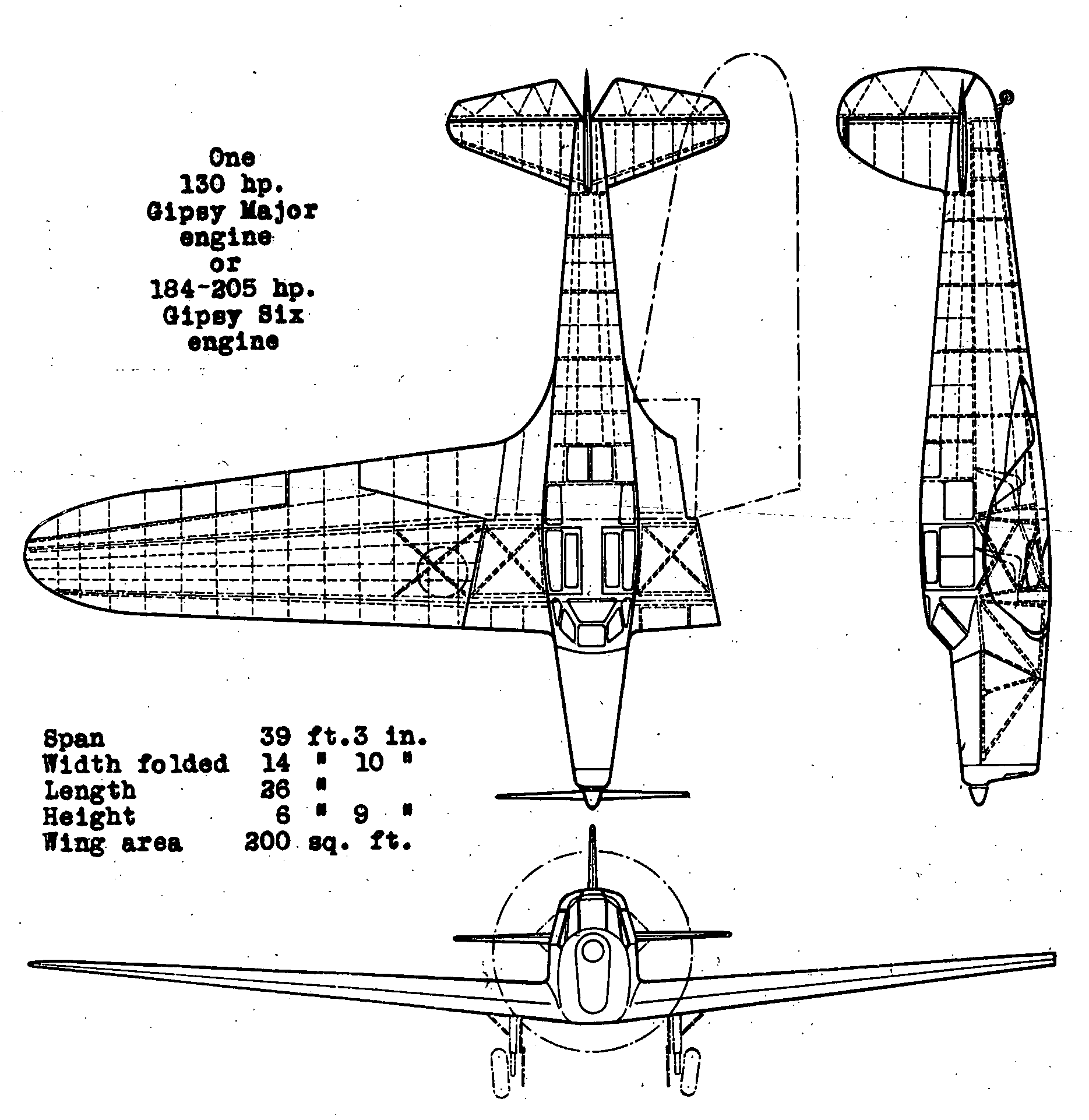
Dreiseitenriss British Klemm Eagle NACA-AC-195

| Kenngröße             | B.A. Eagle II                                                                              |
| --------------------- | ------------------------------------------------------------------------------------------ |
| Besatzung             | 1                                                                                          |
| Passagiere            | 2                                                                                          |
| Länge                 | 7,93 m                                                                                     |
| Spannweite            | 11,97 m                                                                                    |
| Höhe                  | 2,06 m                                                                                     |
| Leermasse             | 659 kg (Eagle I: 545 kg)                                                                   |
| max. Startmasse       | 1091 kg (Eagle I: 955 kg)                                                                  |
| Höchstgeschwindigkeit | 238 km/h                                                                                   |
| Reisegeschwindigkeit  | 209 km/h                                                                                   |
| Dienstgipfelhöhe      | 4900 m                                                                                     |
| Steigleistung         | 3,6 m/s                                                                                    |
| Reichweite            | 1047 km                                                                                    |
| Triebwerk             | de Havilland Gipsy Major, hängender luftgekühlter Vierzylinder-Reihenmotor, 130 PS (96 kW) |

## Verbleib

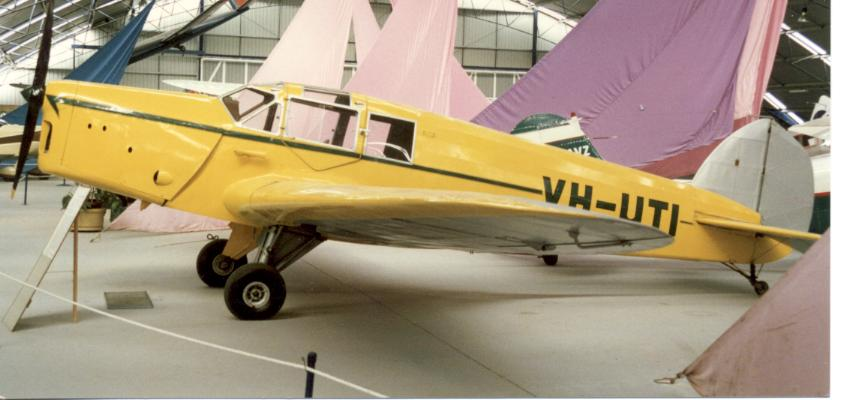
Eagle WNr. 109 VH-UTI Drage 1988

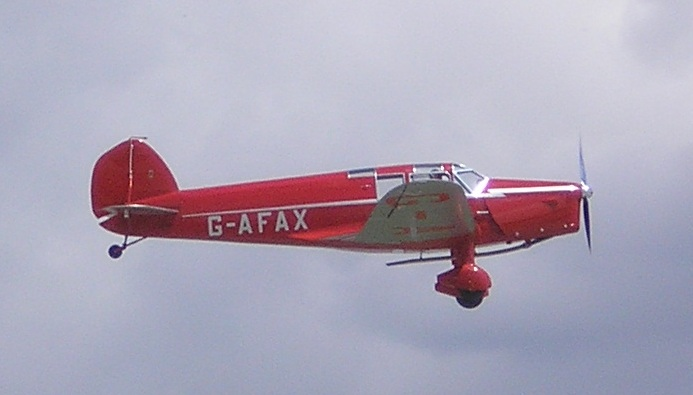
Eagle, WNr. 138, das einzige Exemplar ohne Einziehfahrwerk, Registrierung EC-KVR (vorher G-AFAX und VH-ACN)

Von den 43 gebauten Eagle existieren heute noch zwei originale Exemplare in Australien und Spanien. Ein Nachbau der B.A. Eagle II, WNr. 108, EC-CBB „Santander“, die 1935 den ersten Flug von Spanien nach Mexico absolvierte, befindet sich seit 1992 in Spanien. Weitere Informationen zu den einzelnen Flugzeugen findet man bei
- WNr. BA109, VH-UTI, flugfähig in Privatbesitz in Sydney, Australien
- WNr. BA138, EC-KVR (G-AFAX als Erscheinungsbild), flugfähig bei der Fundacion Infante de Orleans in Cuatro Vientos, Spanien
- Nachbau im Erscheinungsbild der WNr. 108, EC-CBB, ausgestellt im Museo del Aire in Cuatro Vientos, Spanien

Gegenwärtig sind noch zwei Flugzeuge dieses Typs erhalten. Die G-AFAX ist im Luftfahrtmuseum Fundaćion Infante de Orleans in Spanien ausgestellt und wurde zumindest bis 2009 in einem flugfähigen Zustand gehalten, die VH-UTI befindet sich in einer Ausstellung in Australien.